# بلو پوله
بلو پوله (به بلغاری: Belo pole) یک منطقهٔ مسکونی در بلغارستان است که در شهرستان بلاگووگراد واقع شده‌است. بلو پوله ۲٫۵۸۴ کیلومتر مربع مساحت و ۶۵۵ نفر جمعیت دارد و ۳۳۳ متر بالاتر از سطح دریا واقع شده‌است.